# Rollhockey-Weltmeisterschaft 1955
Die Rollhockey-Weltmeisterschaft 1955 war die elfte Weltmeisterschaft in Rollhockey. Sie fand vom 14. Mai bis zum 21. Mai 1955 in Mailand statt. Organisiert wurde das Turnier von der Federation Internationale de Patinage a Roulettes und war zudem die Rollhockey-Europameisterschaft, trotz der Teilnahme von Chile.
Die 14 teilnehmenden Mannschaften spielten zuerst in vier Gruppen gegeneinander. Anschließend spielten die beiden Bestplatzierten jeder Gruppe in einer Gruppe gegeneinander und die restlichen in einer Gruppe. Jede Gruppe spielte in einer anderen Stadt, nur die Finalrunde der besten acht wurde in Mailand, dem offiziellen Austragungsort, gespielt. 
Es wurden 61 Spiele gespielt, in denen 328 Tore erzielt wurden. Sieger des Turniers wurde Spanien. Es war Spaniens zweiter Titel in Folge.

## Teilnehmer
Am Turnier nahmen folgende 14 Mannschaften teil:
| 13 aus Europa | Belgien     | Frankreich  | Spanien (Titelverteidiger) | Schweiz  | Portugal                   | Italien (Gastgeber) | England |
|               | Niederlande | Deutschland | Irland                     | Dänemark | Jugoslawien (Erstteilname) | Norwegen            |         |

| Eine aus Südamerika | Chile |

## Gruppe A
Austragungsort: Modena

### Ergebnisse
| Mannschaften | Spanien | Chile  | Frankreich | Dänemark |
| ------------ | ------- | ------ | ---------- | -------- |
| Spanien      | -       |        |            |          |
| Chile        | (2:2)   | -      |            |          |
| Frankreich   | (0:12)  | (0:10) | -          |          |
| Dänemark     | (2:1)   | (7:1)  | (10:1)     | -        |

### Tabelle
|  | Qualifizierten sich für die Runde der besten acht |

| Pl. | Team       | Sp | S | U | N | Tore | Diff | Punkte |
| --- | ---------- | -- | - | - | - | ---- | ---- | ------ |
| 1   | Spanien    | 3  | 3 | 0 | 0 | 19:3 | +16  | 6      |
| 2   | Chile      | 3  | 1 | 1 | 1 | 15:4 | +11  | 3      |
| 3   | Frankreich | 3  | 1 | 1 | 1 | 13:9 | +4   | 3      |
| 4   | Dänemark   | 3  | 0 | 0 | 3 | 1:32 | −31  | 0      |

## Gruppe B
Austragungsort: Triest

### Ergebnisse
| Mannschaften   | Niederlande | BR Deutschland | Portugal |
| -------------- | ----------- | -------------- | -------- |
| Niederlande    | -           |                |          |
| BR Deutschland | (3:1)       | -              |          |
| Portugal       | (8:0)       | (2:2)          | -        |

### Tabelle
|  | Qualifizierten sich für die Runde der besten acht |

| Pl. | Team           | Sp | S | U | N | Tore | Diff | Punkte |
| --- | -------------- | -- | - | - | - | ---- | ---- | ------ |
| 1   | Portugal       | 2  | 1 | 1 | 0 | 10:2 | +8   | 3      |
| 2   | BR Deutschland | 2  | 1 | 1 | 0 | 5:3  | +2   | 3      |
| 3   | Niederlande    | 2  | 0 | 0 | 2 | 1:11 | −10  | 0      |

## Gruppe C
Austragungsort: Novara

### Ergebnisse
| Mannschaften | Italien | Schweiz | Irland |
| ------------ | ------- | ------- | ------ |
| Italien      | -       |         |        |
| Schweiz      | (10:1)  | -       |        |
| Irland       | (8:0)   | (5:1)   | -      |

### Tabelle
|  | Qualifizierten sich für die Runde der besten acht |

| Pl. | Team    | Sp | S | U | N | Tore | Diff | Punkte |
| --- | ------- | -- | - | - | - | ---- | ---- | ------ |
| 1   | Italien | 2  | 2 | 0 | 0 | 13:1 | +12  | 4      |
| 2   | Schweiz | 2  | 1 | 0 | 1 | 11:6 | +5   | 2      |
| 3   | Irland  | 2  | 0 | 0 | 2 | 1:18 | −17  | 0      |

## Gruppe D
Austragungsort: Monza

### Ergebnisse
| Mannschaften | Jugoslawien | Norwegen | England | Belgien |
| ------------ | ----------- | -------- | ------- | ------- |
| Jugoslawien  | -           |          |         |         |
| Norwegen     | (2:2)       | -        |         |         |
| England      | (7:2)       | (7:1)    | -       |         |
| Belgien      | (10:1)      | (8:1)    | (4:2)   | -       |

### Tabelle
|  | Qualifizierten sich für die Runde der besten acht |

| Pl. | Team        | Sp | S | U | N | Tore | Diff | Punkte |
| --- | ----------- | -- | - | - | - | ---- | ---- | ------ |
| 1   | Belgien     | 3  | 3 | 0 | 0 | 22:4 | +18  | 6      |
| 2   | England     | 3  | 2 | 0 | 1 | 16:7 | +9   | 4      |
| 3   | Norwegen    | 3  | 0 | 1 | 2 | 4:17 | −13  | 2      |
| 4   | Jugoslawien | 3  | 0 | 1 | 2 | 5:19 | −14  | 0      |

## Finalrunde

### 9. bis 14.
Austragungsort: Pistoia

#### Ergebnisse
| Mannschaften | Jugoslawien | Norwegen | Niederlande | Irland | Dänemark | Frankreich |
| ------------ | ----------- | -------- | ----------- | ------ | -------- | ---------- |
| Jugoslawien  | -           |          |             |        |          |            |
| Norwegen     | (0:1)       | -        |             |        |          |            |
| Niederlande  | (3:2)       | (8:2)    | -           |        |          |            |
| Irland       | (3:0)       | (1:1)    | (1:4)       | -      |          |            |
| Dänemark     | (0:4)       | (0:4)    | (1:11)      | (0:7)  | -        |            |
| Frankreich   | (0:1)       | (1:0)    | (3:3)       | (2:1)  | (7:0)    | -          |

#### Tabelle
| Pl. | Team        | Sp | S | U | N | Tore | Diff | Punkte |
| --- | ----------- | -- | - | - | - | ---- | ---- | ------ |
| 1   | Niederlande | 5  | 4 | 1 | 0 | 29:9 | +30  | 9      |
| 2   | Frankreich  | 5  | 3 | 1 | 2 | 13:5 | +8   | 7      |
| 3   | Jugoslawien | 5  | 3 | 0 | 2 | 8:6  | +2   | 6      |
| 4   | Irland      | 5  | 2 | 1 | 2 | 13:7 | +6   | 5      |
| 5   | Norwegen    | 5  | 1 | 1 | 3 | 7:11 | −4   | 3      |
| 6   | Dänemark    | 5  | 0 | 0 | 5 | 1:33 | −32  | 0      |

### 1. bis 8.
Austragungsort: Mailand

#### Ergebnisse
| Mannschaften   | Belgien | BR Deutschland | Chile | England | Spanien | Italien | Schweiz | Portugal |
| -------------- | ------- | -------------- | ----- | ------- | ------- | ------- | ------- | -------- |
| Belgien        | -       |                |       |         |         |         |         |          |
| BR Deutschland | (1:2)   | -              |       |         |         |         |         |          |
| Chile          | (2:0)   | (1:2)          | -     |         |         |         |         |          |
| England        | (1:1)   | (3:3)          | (1:2) | -       |         |         |         |          |
| Spanien        | (3:0)   | (5:0)          | (3:1) | (3:1)   | -       |         |         |          |
| Italien        | (2:0)   | (5:0)          | (3:0) | (3:2)   | (1:2)   | -       |         |          |
| Schweiz        | (5:1)   | (4:3)          | (4:2) | (2:0)   | (1:4)   | (1:2)   | -       |          |
| Portugal       | (3:1)   | (5:2)          | (4:1) | (8:6)   | (3:3)   | (0:1)   | (2:0)   | -        |

#### Tabelle
| Pl. | Team           | Sp | S | U | N | Tore  | Diff | Punkte |
| --- | -------------- | -- | - | - | - | ----- | ---- | ------ |
| 1   | Spanien        | 7  | 6 | 1 | 0 | 23:7  | +16  | 13     |
| 2   | Italien        | 7  | 6 | 0 | 1 | 17:5  | +12  | 12     |
| 3   | Portugal       | 7  | 5 | 1 | 1 | 25:14 | +11  | 11     |
| 4   | Schweiz        | 7  | 4 | 0 | 3 | 17:14 | +3   | 8      |
| 5   | Chile          | 7  | 2 | 0 | 5 | 9:17  | −8   | 5      |
| 6   | Belgien        | 7  | 1 | 1 | 5 | 5:17  | −12  | 3      |
| 7   | BR Deutschland | 7  | 1 | 1 | 5 | 11:25 | −24  | 3      |
| 8   | England        | 7  | 0 | 2 | 5 | 14:22 | −8   | 2      |